# نهر يوكامبيني
نهر يوكامبيني ينبع من الجزء الشمالي من الجبال الثلجية في الحديقة كوسيوسكو الوطنية في نيو ساوث ويلز، أستراليا، ثم يتدفق جنوبا، ولقد تم حجز تدفقه بواسطة سد يوكامبيني "Eucumbene" أكبر سد في منطقة الجبال الثلجية، وادي النهر يستمر من جدار السد حتى يتقاطع مع النهر الثلجي الذي هو الآن جزء من بحيرة Jindabyne.